# Бишоф, Йозеф
Йозеф Бишоф (латыш. Jozefs Bišofs; нем. Josef Bischoff; 14 июля 1872, Лагенбрюк, Силезия — 12 декабря 1948, Вена) — немецкий офицер, полковник и командир фрайкора.

## Жизнь
Бишофф был студентом Силезского университета Фридриха Вильгельма в Бреслау и 27 сентября стал третьим членом своей семьи, поступившим на службу в Корпус Люсатия Бреслау. Записанный 26 марта 1891 года, он был уволен без ордера 15 января 1892 года.[2] поскольку он закончил учебу и поступил в Университет Вроцлава, он был зачислен в Корпус Лусатия Бреслау третьим членом своей семьи.[1] Записанный по рецепту 26 марта 1891 года, он был уволен без ордера 15 января 1892 года. поскольку он закончил учебу и поступил на военную службу в Лусатию Бреслау. поступил в трехлетний добровольческий пехотный полк „Кит“ (1-й верхнесилезский) № 22 в Глейвице 19 января 1892 года. Там 18 августа 1892 года он был произведен в чин прапорщика, а 16 марта 1893 года получил звание второго лейтенанта. 22 декабря 1893 года ему вернули лужицкую повязку.

### Офицер Schutztruppe
Бишофф взял отпуск с 1 октября 1897 года до начала марта 1898 года, чтобы посещать семинарию восточных языков в Берлине. Затем он перешел на службу в Schutztruppe в Германской Восточной Африке. Несмотря на то, что в рамках структурного применения силы колониальным правлением трудно провести четкое различие между войной и миром, Бишофф участвовал в отдельных военных карательных экспедициях против отдельных деревень в Восточной Африке.
Он вернулся в Германию в июне 1901 года и прошел службу в 1-м нижне-Эльзасском пехотном полку № 132, Германия.
После того, как в январе 1904 года гереро восстали против немецких колонизаторов в Немецкой Юго-Западной Африке, Бишофф снова поступил на колониальную службу в звании старшего лейтенанта 22 марта 1904 года и снова поступил на службу в Schutztruppe в Юго-Западной Африке. Во время подавления восстания гереро и Нама он участвовал в битве при Уотерберге 11 августа 1904 года в качестве адъютанта майора Германа фон дер Гейде и в преследовании гереро в степях Омахеке. 15 августа 1904 года он был ранен при Оматупе. Сражаясь с Нама, Бишофф был назначен в 1906 году в районе Северная Вифания–Берсеба. За службу в силах защиты Бишофф был награжден Орденом Красного Орла IV степени с мечами в 1908 году и Орденом Короны IV степени с мечами. 31 января 1909 года он снова ушел в отставку из Schutztruppe для Немецкой Юго-Западной Африки.
Он был повторно зачислен в армию 1 февраля 1909 года и служил командиром роты 4-го баденского пехотного полка „Принц Вильгельм“ № 112. В том же качестве Бишофф служил с 1911 года в пехотном полку № 166 „Гессен-Хомбург“, в котором после повышения до майора 1 октября 1913 года он дослужился до штаба полка в Битче.

### Первая мировая Война
С началом Первой мировой войны его назначили командиром батальона 60-го резервного пехотного полка, с которым он участвовал в боях в горах Вогезы. В марте 1916 года Бишофф стал командиром полка 1-го турецкого полка всадников на верблюдах, сражавшегося с арабами в Сирии и на Синайском полуострове. С турками и Ататюрком Бишофф поддерживал связь даже после войны.
Вернувшись в Германия в конце октября 1916 года, он был ненадолго прикомандирован к запасному батальону резервного пехотного полка № 60, а 2 января 1917 года был назначен командиром вновь сформированного пехотного полка № 461. Первоначально он участвовал в боях на Восточном фронте в Галиции и на реке Серет. Переведенный на Западный фронт после заключения перемирия в феврале 1918 года, Бишофф со своими войсками к маю участвовал в боевых действиях в Аргоннах. За свои заслуги в оборонительных боях Бишофф был награжден Орденом за храбрость 30 июня 1918 года, после того как ранее уже был награжден обеими степенями Железного Креста.

### Командир фрайкора
Когда немецкая армия была распущена после Компьенского перемирия и Ноябрьской революции, высшее армейское руководство доверило Бишофу, сменившему полковника Фридриха Кумме, командование свободным корпусом, сформированным из остатков 8-й армии и добровольцев. Сначала она называлась Железной бригадой, затем Железной дивизией и использовалась в Прибалтике. Являлся самым известный из немецких фрайкоров, которые стремились сохранить немецкое влияние в Прибалтике, несмотря на поражение в войне. Freikorps, в который также добровольно записалось относительно много преступников, страдал от проблем с дисциплиной, с которыми Бишофф жестоко расправлялся. Мародеров и мародеров казнили после сокращенного и, следовательно, часто произвольного полевого суда, что, однако, бросало вызов произволу. Историк Бернхард Зауэр сравнил фрайкор в Прибалтике с „ландскнехтами Тридцатилетней войны“.
Так же известен известен тем, что его корпус был одним из членов немецких добровольческих сил в составе Западной добровольческой армии Бермондта-Авалова, однако Бишофф, покинул страну еще до заключения перемирия и последних поражений армии в конце 1919 года.
После репатриации Железной дивизии в Восточную Пруссию в декабре 1919 года уголовное преследование Бишоффа и других руководителей фрайкорпа было прекращено правительством Рейха 17 декабря 1919 года. Члены Железной дивизии размещались преимущественно в Восточной Пруссии и Померании в поместьях крупных землевладельцев в качестве общин сельскохозяйственных рабочих. Во главе с лейтенантом фон Боррисом „Железная дивизия“ также имела офис в Берлине. Через Борриса Бишофф поддерживал контакты с гауптманом Вальдемаром Пабстом и Национальной ассоциацией, а также с Германом Эрхардтом. Кроме того, при посредничестве Борриса несколько прибалтийских немцев были зачислены в бригаду морской пехоты Эрхардта. Боррис, действовавший по поручению Бишоффа и по его указаниям, поэтому также считался тайным организатором переворота Каппа. После начала путча Каппа Бишофф опубликовал в восточно-прусской газете (DNVP) призыв к восстановлению „Железной дивизии“. Последние дни переворота он, по-видимому, провел в штабе полка Россбаха.
Поскольку Бишофф был обвинен в участии в путче Каппа, он был вынужден избегать Германия. Поэтому, начиная с 1920 года, он долгие годы жил в Бадене, недалеко от Вены. Изгнанный из Австрии Энгельбертом Дольфусом в 1933/34 году, он переехал в Берлин-Шарлоттенбург.
Бишофф получил звание подполковника 27 августа 1939 года, в так называемый День Танненберга. Он умер в возрасте 76 лет.

## Награды
Награждён высшим военным орденом «За заслуги» (фр.: Pour le Mérite) за успешное форсирование реки Серет.

## Сочинения
- Die letzte Front. Geschichte der Eisernen Division im Baltikum 1919. Buch- und Tiefdruck Gesellschaft, Berlin 1934.